# International Champions Cup
International Champions Cup, ou simplesmente Champions Cup foi um dos mais prestigiosos torneios amistosos de pré-temporada do futebol.
As duas primeiras edições foram disputadas somente nos EUA. A partir de 2015, o torneio passou a ser disputado, separadamente, nos EUA, Austrália e na China.
Em 2020 o campeonato foi cancelado devido a Pandemia de COVID-19, E Será Realizada Novamente Em Junho De 2025.

## Campeões
|        | Sede                                        | Sede                                        | Sede                                        | Sede                                                                | Sede                                                                | Sede                                                                | Sede                                        | Sede                                        | Sede                                        | Sede                                                 | Sede                                                 | Sede                                                 |
|        | Austrália                                   | Austrália                                   | Austrália                                   | China                                                               | China                                                               | China                                                               | América do Norte e Europa                   | América do Norte e Europa                   | América do Norte e Europa                   | Singapura                                            | Singapura                                            | Singapura                                            |
| Edição | Campeão                                     | Placar                                      | Vice-Campeão                                | Campeão                                                             | Placar                                                              | Vice-Campeão                                                        | Campeões                                    | Placar                                      | Vice-Campeão                                | Campeão                                              | Placar                                               | Vice-Campeão                                         |
| ------ | ------------------------------------------- | ------------------------------------------- | ------------------------------------------- | ------------------------------------------------------------------- | ------------------------------------------------------------------- | ------------------------------------------------------------------- | ------------------------------------------- | ------------------------------------------- | ------------------------------------------- | ---------------------------------------------------- | ---------------------------------------------------- | ---------------------------------------------------- |
| 2013   | Não ocorreu                                 | Não ocorreu                                 | Não ocorreu                                 | Não ocorreu                                                         | Não ocorreu                                                         | Não ocorreu                                                         | Real Madrid                                 | 3 x 1                                       | Chelsea                                     | Não ocorreu                                          | Não ocorreu                                          | Não ocorreu                                          |
| 2014   | Não ocorreu                                 | Não ocorreu                                 | Não ocorreu                                 | Não ocorreu                                                         | Não ocorreu                                                         | Não ocorreu                                                         | Manchester United                           | 3 x 1                                       | Liverpool                                   | Não ocorreu                                          | Não ocorreu                                          | Não ocorreu                                          |
| 2015   | Real Madrid                                 | Pontos Corridos                             | Roma                                        | Real Madrid                                                         | 0(10) x 0(9)                                                        | Milan                                                               | Paris Saint-Germain                         | Pontos Corridos                             | New York Red Bulls                          | Não ocorreu                                          | Não ocorreu                                          | Não ocorreu                                          |
| 2016   | Juventus                                    | Pontos Corridos                             | Atlético de Madrid                          | Não teve um campeão definido devido ao cancelamento de alguns jogos | Não teve um campeão definido devido ao cancelamento de alguns jogos | Não teve um campeão definido devido ao cancelamento de alguns jogos | Paris Saint-Germain                         | Pontos Corridos                             | Liverpool                                   | Não ocorreu                                          | Não ocorreu                                          | Não ocorreu                                          |
| 2017   | Não ocorreu                                 | Não ocorreu                                 | Não ocorreu                                 | Borussia Dortmund                                                   | Pontos Corridos                                                     | Internazionale                                                      | Barcelona                                   | Pontos Corridos                             | Manchester City                             | Internazionale                                       | 2 x 0                                                | Bayern de Munique                                    |
| 2018   | Não ocorreu                                 | Não ocorreu                                 | Não ocorreu                                 | Não ocorreu                                                         | Não ocorreu                                                         | Não ocorreu                                                         | Tottenham                                   | Pontos Corridos                             | Borussia Dortmund                           | Os jogos desse país fizeram partes do torneio geral. | Os jogos desse país fizeram partes do torneio geral. | Os jogos desse país fizeram partes do torneio geral. |
| 2019   | Não ocorreu                                 | Não ocorreu                                 | Não ocorreu                                 | Os jogos desse país fizeram partes do torneio geral.                | Os jogos desse país fizeram partes do torneio geral.                | Os jogos desse país fizeram partes do torneio geral.                | Benfica                                     | Pontos Corridos                             | Atlético de Madrid                          | Os jogos desse país fizeram partes do torneio geral. | Os jogos desse país fizeram partes do torneio geral. | Os jogos desse país fizeram partes do torneio geral. |
| 2020   | Cancelada por conta da pandemia de COVID-19 | Cancelada por conta da pandemia de COVID-19 | Cancelada por conta da pandemia de COVID-19 | Cancelada por conta da pandemia de COVID-19                         | Cancelada por conta da pandemia de COVID-19                         | Cancelada por conta da pandemia de COVID-19                         | Cancelada por conta da pandemia de COVID-19 | Cancelada por conta da pandemia de COVID-19 | Cancelada por conta da pandemia de COVID-19 | Cancelada por conta da pandemia de COVID-19          | Cancelada por conta da pandemia de COVID-19          | Cancelada por conta da pandemia de COVID-19          |